# (ribulosio-bisfosfato carbossilasi)-lisina N-metiltransferasi
La (ribulosio-bisfosfato carbossilasi)-lisina N-metiltransferasi è un enzima appartenente alla classe delle transferasi, che catalizza la seguente reazione:
S-adenosil-L-metionina + lisina della ribulosio-bisfosfato carbossilasi ⇄ S-adenosil-L-omocisteina + N6-metil-L-lisina della ribulosio-1,5-bisfosfato carbossilasi
L'enzima metila la Lys-14 nelle subunità grandi della ribulosio-1,5-bisfosfato carbossilasi (numero EC 4.1.1.39), enzima esadecamerico delle piante superiori.